# 山脇町 (瀬戸市)
山脇町（やまわきちょう）は、愛知県瀬戸市道泉連区の町名。丁番を持たない単独町名である。

## 地理
- 瀬戸市の中央部に位置する[8]。西から北を陶本町、東を栄町・西蔵所町、南を西本町・幸町・陶原町と隣接している[8]。
- かつて町内の中央部にあった名鉄瀬戸線の尾張瀬戸駅が、2001年（平成13年）東部に移転。それに合わせて駅周辺の再開発が行われた[8][9]。

### 河川
- 瀬戸川[8] ： 町の南端、西蔵所町・幸町・陶原町との町境付近を西流している。

- 瀬戸川（山脇町・西蔵所町境）
- 瀬戸川（山脇町・幸町境）

### 学区
市立小・中学校に通う場合、学区は以下の通りとなる。また、公立高等学校普通科に通う場合の学区は以下の通りとなる。
| 番・番地等 | 小学校                 | 中学校                 | 高等学校 |
| ---------- | ---------------------- | ---------------------- | -------- |
| 全域       | 瀬戸市立にじの丘小学校 | 瀬戸市立にじの丘中学校 | 尾張学区 |

## 歴史

### 町名の由来
かつて瀬戸川両岸に大きな森があったことから、ここに架かる橋を「森橋」といった。三河街道の縁にあるこの森を山と呼び、この地を「山脇」と呼んでいた。1906年（明治39年）瀬戸電が引かれ駅ができると、この付近に商家が並び「駅前」という地名になったが、町名設定の際に再び「山脇」に戻したといわれる。

### 沿革
- 1942年（昭和17年）1月9日 - 瀬戸市大字瀬戸字山脇・一ノ坪の各一部により、同市山脇町として成立[2]。

## 世帯数と人口
2025年（令和7年）2月1日現在の世帯数と人口は以下の通りである。
| 町丁   | 世帯数 | 人口  |
| ------ | ------ | ----- |
| 山脇町 | 56世帯 | 126人 |

### 人口の変遷
国勢調査による人口の推移
| 1995年（平成7年）  | 46人  | [ 13 ] |  |
| 2000年（平成12年） | 42人  | [ 14 ] |  |
| 2005年（平成17年） | 29人  | [ 15 ] |  |
| 2010年（平成22年） | 150人 | [ 16 ] |  |
| 2015年（平成27年） | 141人 | [ 17 ] |  |
| 2020年（令和2年）  | 134人 | [ 18 ] |  |

### 世帯数の変遷
国勢調査による世帯数の推移。
| 1995年（平成7年）  | 13世帯 | [ 13 ] |  |
| 2000年（平成12年） | 14世帯 | [ 14 ] |  |
| 2005年（平成17年） | 10世帯 | [ 15 ] |  |
| 2010年（平成22年） | 52世帯 | [ 16 ] |  |
| 2015年（平成27年） | 52世帯 | [ 17 ] |  |
| 2020年（令和2年）  | 54世帯 | [ 18 ] |  |

## 交通

### 鉄道
名鉄瀬戸線尾張瀬戸駅 ： 町の東部にある。駅番号はST20。開業時は瀬戸駅で、1921年（大正10年）に現駅名に改称。名鉄瀬戸線は町の北部を東西に走っている。
- 尾張瀬戸駅

### バス
名鉄バス「しなの線（瀬戸北線）」
- 【1】【1H】【2】【2H】新瀬戸駅 - 瀬戸駅前 - 古瀬戸 - しなのバスセンター - 上品野 系統

名鉄バス「東山線」
- 【16H】【17H】新瀬戸駅 - 瀬戸駅前 - 菱野団地（循環） - 瀬戸駅前 - 新瀬戸駅 系統
- 【43】【44】藤が丘 - 岩作 - 本地口 - 瀬戸駅前 系統

名鉄バス「本地ヶ原線」
- 【36】名鉄バスセンター - 引山 - 四軒家 - 本地ヶ原 - 瀬戸駅前 系統
- 【50】【51】【52】藤が丘 - 愛知医科大学病院 - 本地ヶ原 - 瀬戸駅前 系統

以上の3路線12系統が走っているが、町内にバス停はない。最寄りのバス停は、瀬戸駅前バス停になる。

### 道路
- 国道155号[8] ： 町の西部から中央部にかけて、瀬戸川に沿うように通っている。
- 愛知県道207号定光寺山脇線 ： 町の東部から瀬戸川に沿うように通り、中央部の瀬戸橋交差点が終点となる[注釈 1]。

- 案内標識内にある国道155号・県道207号の表示（山脇町内）

## 施設
- 瀬戸自動車運送・マルセタクシー ： 本社・山脇営業所。1943年（昭和18年）設立[19]。タクシー・観光タクシー等のサービスに加え、瀬戸市コミュニティバスも運行している[20]。

- 瀬戸自動車運送・マルセタクシー

## その他

### 日本郵便
- 郵便番号 : 489-0811[6]（集配局：瀬戸郵便局[21]）。